# Acanthopsyche mixta
Acanthopsyche mixta är en fjärilsart som beskrevs av Jean Bourgogne 1962. Acanthopsyche mixta ingår i släktet Acanthopsyche och familjen säckspinnare. Inga underarter finns listade i Catalogue of Life.